# Поездка в прошлое
Поездка в прошлое — повесть советского писателя Фёдора Абрамова в жанре «деревенской прозы». Была написана ещё в 1974 году, но впервые была опубликована в журнале «Новый мир» в мае 1989 года, уже после смерти писателя.

## Сюжет
Жителя Сосино Микшу человек с фамилией Кудасов просит свозить его на Курзию, заброшенный посёлок. Во время поездки Микша вспоминает прошлое, своих дядьёв-революционеров, как прибывали к ним раскулаченные с юга, в их северный край, как он, хоть и мал был, но помогал срывать крест с часовни. Микша пытается завязать разговор с Кудасовом, но тот почти всё время молчит.
Прибыв обратно в Сосино, Микша узнаёт, что Кудасов ребёнком вместе с раскулаченными родителями был отправлен на Север, в Курзию. Его сестру изнасиловал дядя Микши, а Кудасов, мстя, убил его дядю. Также Микша и Кудасов дрались в детстве, из-за ненависти Микши к раскулаченным. Именно из-за Кудасова у Микши сломан нос.
Микша вспомнил отца. Дядья науськивали его против отца. Он даже отрекся от родного отца, чтобы «показать революционный пример», он отказался от отцовской фамилии.
Не идя домой, Микша направляется в райцентр. Он спрашивал у людей об отце, и узнал, что отец его был честным и трудолюбивым человеком, но уже было поздно чего-либо исправлять.
Микша хотел вернуться домой, но была ночь и он заплутал в лесу между райцентром и Сосино. Но он увидел дым, его жена затопила печь. Микша хотел идти домой, но мысли об отце не покидали его, он решил посетить отцовскую могилу.
Неделю спустя в районной газете появилась заметка «Пьянству бой», в которой было написано о смерти Микши. Он был найден замёрзшим на могильниках.

## История
Повесть была закончена в 1974 году. 9 ноября 1974 года Фёдор Абрамов прочитал повесть своей жене и другу — художнику Е. Мальцову. Ещё при жизни Фёдора Абрамова повесть побывала во многих журналах. Все высоко отзывались о повести, но не печатали.
В повести затронуты сложнейшие политические, социально-исторические и философские проблемы: трагедия коллективизации и раскулачивания, противостояние фанатиков-революционеров и подлинных хранителей общечеловеческих ценностей, проблемы пьянства.